# Língua arutani
O Arutani ou Uruak (Awake) é uma língua isolada falada no estado brasileiro de Roraima e na Venezuela.